# Боднарук Євген
Євген Боднарук (1899, с. Гадинківці, Австро-Угорщина — 1965, Канада) — український адвокат, громадський діяч. Доктор права (1932).

## Життєпис
Євген Боднарук народився 1899 року у селі Гадинківцях, нині Копичинецької громади Чортківського району Тернопільської области України.
Навчався в гімназіях Тернополя та Львова. Закінчив юридичний факультет Львівського університету.
У 1919 році воював в УГА.
Від 1934 — адвокат у містечку Отинія (нині смт Івано-Франківської области), під час Другої світової війни — в м. Коросно (нині Польща). Від 1948 — у Канаді (м. Торонто).

## Доробок
Автор статті про родинне село в книзі «Чортківська округа» та инших публікацій. Діяльний в українських організаціях.